# Kali'na
Cet article concerne l'ethnie des Kali'nas. Pour leur langue, voir Kali'na (langue).
Pour les articles homonymes, voir Kalina.
Vous lisez un « article de qualité » labellisé en 2007.
Les Kali’nas, prononcé [kaliɲa], (anciennement Galibis ou Karib) sont une ethnie autochtone d'Amérique que l’on retrouve dans plusieurs pays de la côte caraïbe d’Amérique du Sud. Ils sont de langue et de culture kalinago.
L’origine du nom que les Européens leur donnèrent, Galibi, est inconnue, mais eux-mêmes préfèrent s’appeler Kali’na tilewuyu, c’est-à-dire « les vrais Kali’na » , en partie pour se différencier des métis marron-kali’na habitant le Suriname. L’emploi de « Kali’na » n’est devenu habituel dans les publications que récemment[Quand ?]. Les Kali'nas, qui ont peuplé un temps les Antilles, se faisaient  appeler Kalinago.

## Histoire

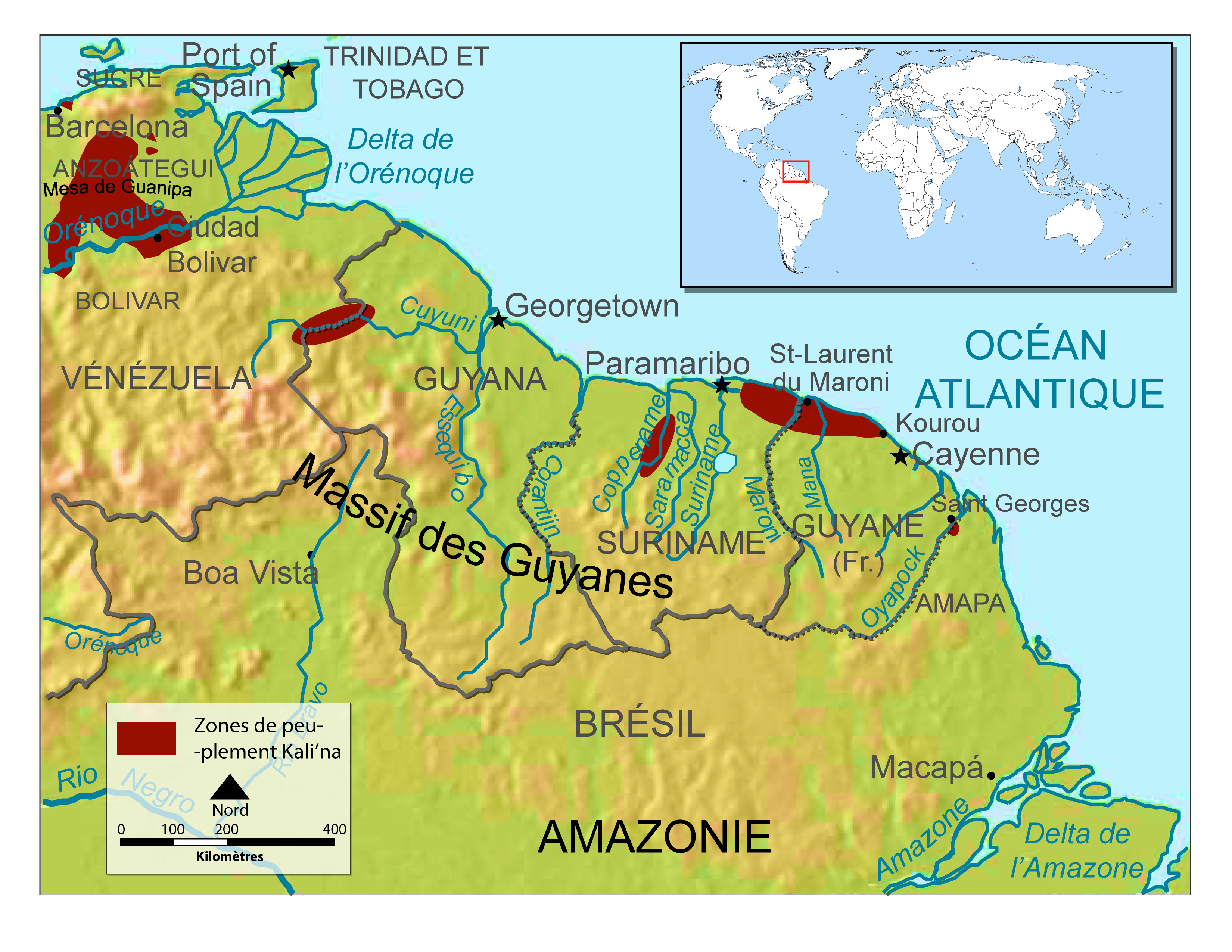
Carte indiquant la répartition actuelle des populations kali’na (voir la section Répartition géographique pour plus de précisions).

### Introduction
Les Kali’na ne connaissant pas l’écriture avant l’arrivée des Européens, leur histoire se transmettait donc oralement de génération en génération sous forme de récits légendaires.
Pendant longtemps les rares Européens qui se sont penchés sur l’histoire des Amérindiens de cette région n’ont pas fait de distinction entre les différentes tribus caraïbes. La période de l’exploration passée, l’intérêt pour l’étude de ces peuples diminua beaucoup et n’a ressurgi qu’à la fin du XXe siècle quand quelques métropolitains, Gérard Collomb notamment, se sont intéressés aux Kali’na et qu’eux-mêmes ont commencé à relater leur histoire, en particulier Félix Tiouka, président de l’Association des Amérindiens de Guyane française (AAGF), et son frère Alexis.
Toutes ces données expliquent que les sources historiques concernant cette population soient rares et incomplètes.

### Ère précolombienne
Palliant l’absence de sources écrites, l’archéologie a permis de mettre au jour 273 sites archéologiques amérindiens sur seulement 310 km2 de la zone recouverte par le barrage de Petit-Saut sur la Sinnamary. Certains datent de deux mille ans, établissant ainsi l’ancienneté de l’implantation amérindienne dans cette région,.
Les faibles indices historiques disponibles montrent que, avant 1492, les Kali’na habitaient la côte (de l’embouchure de l’Amazone jusqu’à celle de l’Orénoque), partageant leur territoire avec les Arawaks, contre lesquels ils luttèrent pendant leur expansion vers l’est et l’Amazone.

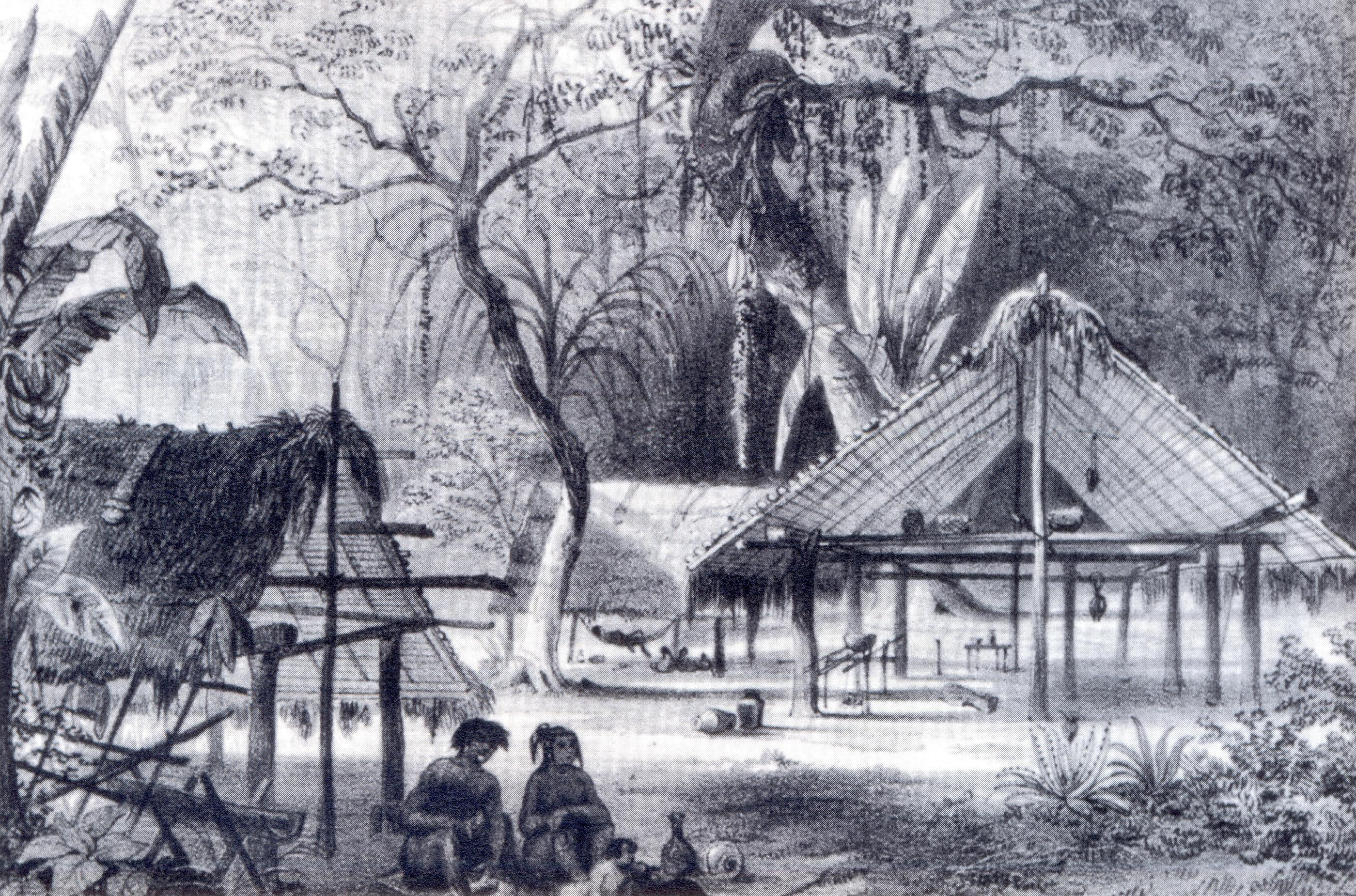
Village kali’na.

Ils étaient de grands voyageurs sans pour autant être nomades ; ils faisaient souvent des voyages terrestres et maritimes jusqu’aux rives de l’Orénoque pour rendre visite à leur famille, faire des échanges ou se marier. Ils allaient souvent jusqu’aux rives de l’Essequibo (aujourd’hui au Guyana) pour y prendre des galets de porphyre rouge (takuwa), très prisés des Kali’na parce que les femmes les utilisent pour lustrer les poteries. Le mot takuwa désigna aussi le jade, dont le commerce était très actif aux Amériques en général.
Il existe un site appelé Les Roches Gravées sur le mont Carapa derrière Kourou où l’on peut voir plusieurs exemples d’art rupestre qui ont probablement[réf. nécessaire] été produits par des Kali’na, majoritaires dans la région.

### Colonisation

#### Arrivée desPalanakiłi

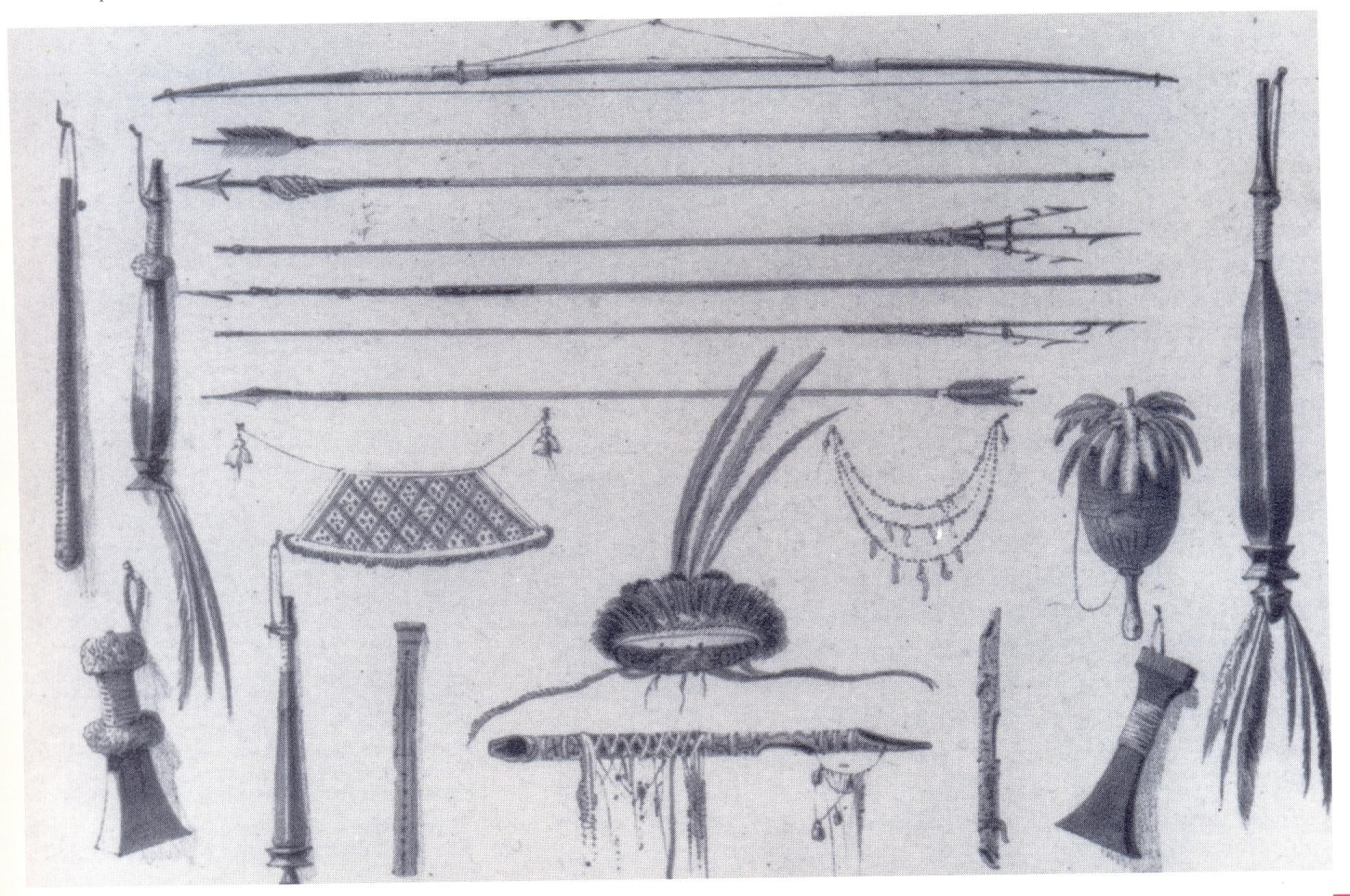
Armes et outils kali’na.

Au premier contact avec des Européens, les Kali’na pensèrent avoir affaire à des esprits de la mer, Palanakiłi, nom qu’ils continuent à utiliser pour nommer les Blancs aujourd’hui,.
L’une des toutes premières conséquences de l’arrivée des Palanakiłi fut, comme pour beaucoup d’autres peuples amérindiens, une diminution de la population due aux maladies importées par les Européens. Leur système immunitaire n'étant pas adapté aux virus et bactéries provenant de l’Ancien Monde, les Kali’na succombèrent rapidement en grand nombre.
« À cette époque, les Kali’na ne connaissaient que les haches de pierre, et les machettes en bois dur. Ces hommes amenaient avec eux des haches et des machettes en fer, ils montrèrent que celles-ci coupaient bien mieux... Cette fois, les Palanakiłi avaient apporté de bonnes choses. »
Les premiers Blancs rencontrés étaient des commerçants espagnols, ils avaient beaucoup de marchandises qu’ils donnaient aux Kali’na et aux autres tribus tout au long de leurs voyages. C’étaient le plus souvent des objets de pacotille : perles de verre, miroirs, etc., mais parfois aussi des couteaux et autres outils. La langue kali’na emprunte de l’espagnol des mots désignant lesdits objets.

#### DePalanakiłiàPailanti’po
Se rendant compte que les Européens détruisaient leur culture et leur territoire, les Kali’na les rebaptisèrent Pailanti’po, ou « destructeurs des Kali’na » ; la résistance commença, mais fut rapidement annihilée du fait de la supériorité des armes des nouveaux venus.
Après plusieurs tentatives dans la seconde moitié du XVIIe siècle, infructueuses en raison des conflits avec les Amérindiens en général, les Français fondèrent la ville de Cayenne en 1664 ; les Anglais et les Hollandais, eux, s’installèrent sur le fleuve Suriname. Quant au territoire Kali’na, il s’étendait depuis l’île de Cayenne jusqu’à l'Orénoque :
« C’est dans cette Isle que commence la Nation des Galibis, qui s’estend jusqu’au grand fleuve d’Orénocque, n’y ayant qu’une nation entr’eux qui s’appelle des Arrouagues, fort peuplée et fort courageuse, comme aussi les Galibis qui sont leurs voisins, avec lesquels ils sont continuellement en guerre. [...] Depuis la rivière de Corou jusques à celles de Coonama, il n’y a aucune habitation de Sauvages, mais depuis ladite rivière et celle d’Amana jusques à Suriname, ce païs est peuplé de la Nation des Galibis. Toutes ces nations ont presque un même langage, excepté quelques mots. Les Galibis d’auprès de Suriname sont amis des nôtres. Ils leur donnent secours dans leur guerre. »

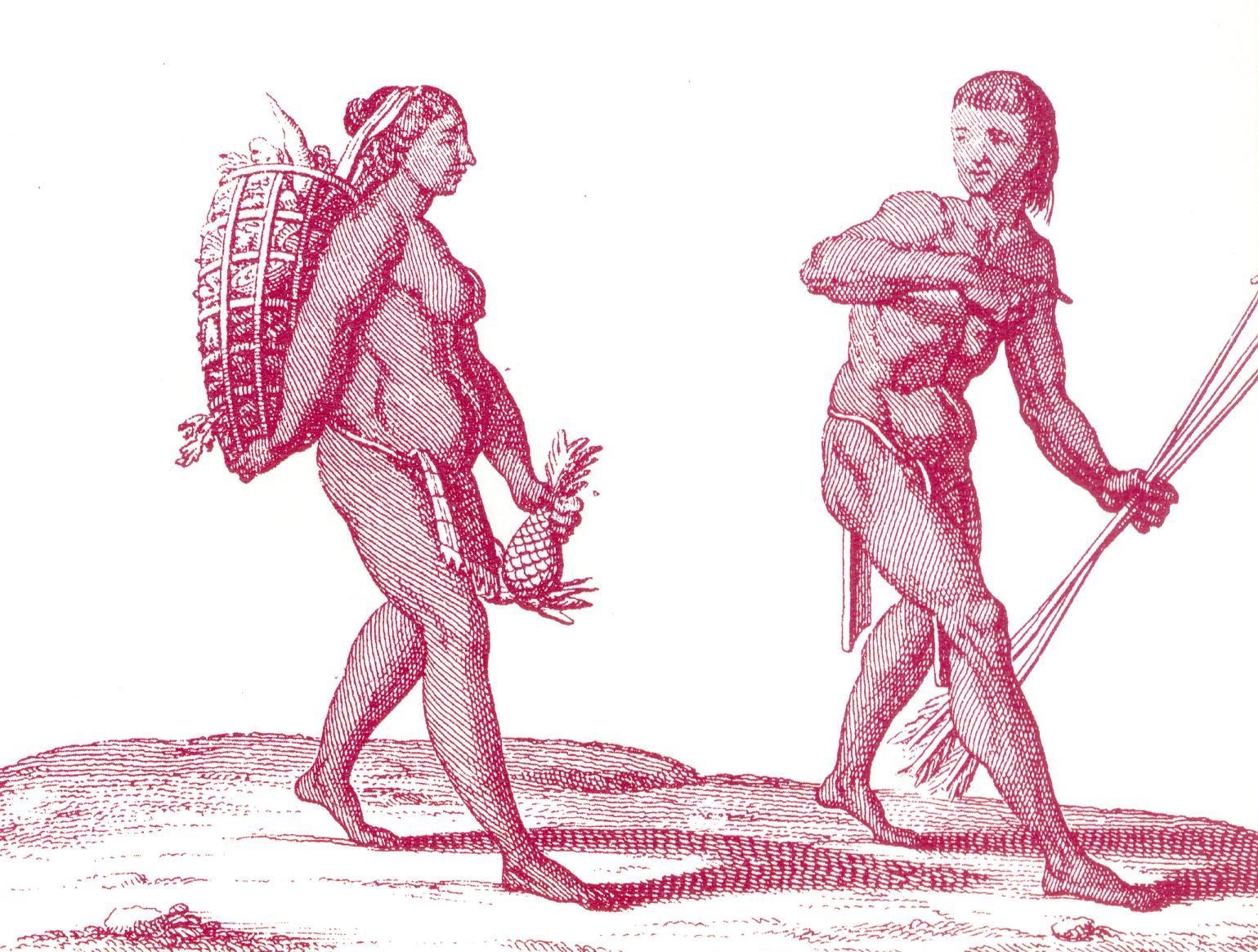
Gravure d’un couple kali’na.

Le gouverneur Lefebvre de la Barre, qui s’installa à Cayenne l’année de sa fondation avec 1 200 colons, écrivit alors des Kali’na:
« [Les Galibis] éstoient autrefois si puissans, qu’ils ont imprimé la terreur et la crainte dans les cœurs des François qui s’estoient établis à Cayenne ; en sorte que plusieurs de ces anciens Habitants qui se sont retirez à la Martinique ont peine à nous croire quand nous leur disons qu’ils ne sont d’aucune considération. Ils sont à présent si fort diminuez, que tous ceux qui habitent depuis Approuague jusqu’à Marony ne peuvent pas mettre ensemble vingt Pirangues [pirogues] de guerre armez chacune de vingt-cinq Hommes. Ce qui est arrivé tant par des maladies qui les ont attaquez que par diverses rencontres de guerre où ils ont esté battus par les Palicours. »
L’arrivée des Européens changea radicalement les anciens circuits commerciaux. Ils ne longèrent plus la côte pour aller à l’Orénoque, mais se rendaient directement dans les petits ports sur la côte, où ils échangeaient des pierres précieuses, de l’or et d’autres marchandises plus « exotiques » (animaux, plantes) contre des bouteilles de rhum ou des outils en acier.
Les Kali’na luttèrent souvent contre les Européens (Anglais, Français, Espagnols) les premières années après l’arrivée de ceux-ci. Il y eut plusieurs combats pour le contrôle de Yalimapo, un emplacement stratégique, à mi-chemin entre les fleuves Mana et Maroni. Il y existe un site archéologique appelé Ineku-tupo (« là où pousse la liane ineku »), où l’on peut trouver des céramiques antérieures de plusieurs siècles à l’arrivée des Européens.

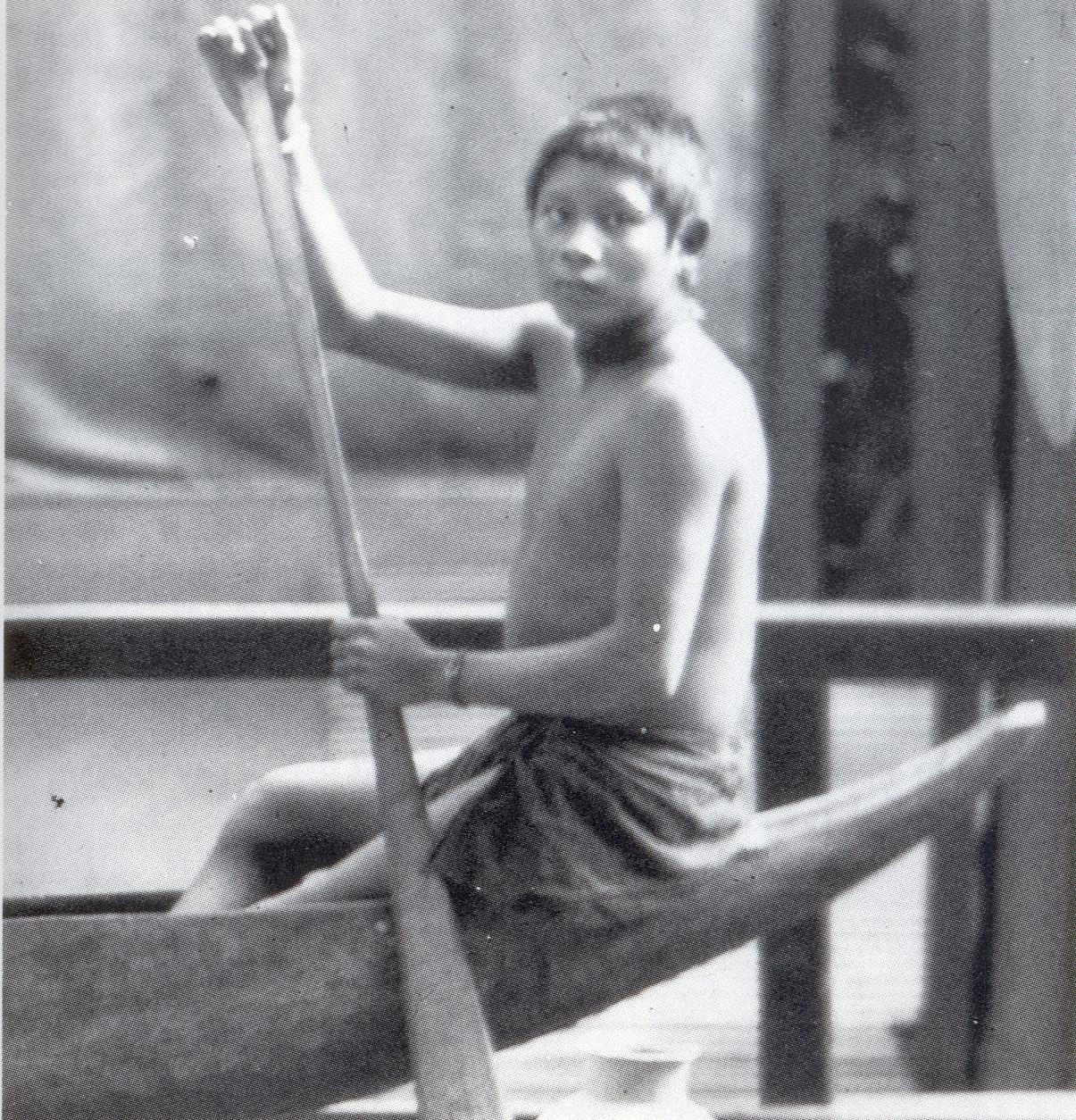
Jeune homme kali’na dans une pirogue à Paris en 1892.

Décimés par les maladies et harcelés par les Européens avides d’or et des richesses de l’Eldorado, ils s’enfuirent à l’intérieur des terres, dans la forêt tropicale quasiment infranchissable pour les Européens. Seuls de petits groupes s’installèrent à Cayenne et dans d’autres villes côtières. Les Kali’na furent particulièrement nombreux sur les fleuves Approuague, Mana, Suriname et Saramacca. Les Kali’na sur la côte furent progressivement repoussés vers l’ouest, cédant leur territoire aux plantations.
L’arrivée des Européens bouleversa les alliances amérindiennes traditionnelles; les Kali’na s’allièrent aux Français et les aidèrent à repousser les Hollandais et leurs alliés les Arouagues à l’ouest du fleuve Maroni. Ils devinrent actifs dans la traite d’esclaves amérindiens, allant jusqu’à établir des postes permanents dans le bas Itany et le bas Marwini pour servir de base à leurs raids sur les populations de Tiriyó, Wayana et Emerillons, les vendant ensuite aux Hollandais, Anglais ou Français. Ils ne firent pas de même avec les Lokono et les Palikurs, les relations avec ceux-ci étant exclusivement guerrières. Ils eurent même un mot pour les tribus chez lesquelles il était possible de monter des expéditions esclavagistes : itoto.
Le gouverneur Fiedmont écrivit en 1767 :
« Il nous est revenu que la nation des Emerillons, qui ne respirent que la paix et ne désirent que d’éviter la guerre injuste à laquelle les forcent les Indiens des Hollandais et dont toutes nos autres nations ressentiront bientôt les cruels effets, ne peut abandonner ses établissements pour s’en préserver sans s’exposer d’un autre côté à la disette jusqu’à ce qu’elle ait pourvu par de nouvelles plantations à sa subsistance ; que les agresseurs sont excités par des nègres mulâtres et autres sujets du Surinam qui ont intérêt à la perpétuer et qui la peuvent porter dans le centre de notre province, qu’ils se proposent d’y venir encore faire des courses en force et à main armée, pour tomber sur les Emerillons, les détruire ou faire esclaves pour les vendre ; que plusieurs ont été tués ou vendus à Surinam il y a quelques mois par ceux de Marony qui font encore de nouveaux préparatifs contre les Indiens qui sont sur notre territoire. »
Les excursions contre les itoto prirent fin au XVIIe siècle quand l’accès au haut Maroni tomba sous le contrôle des Marrons Ndjuka et Aluku.

#### Missions jésuites

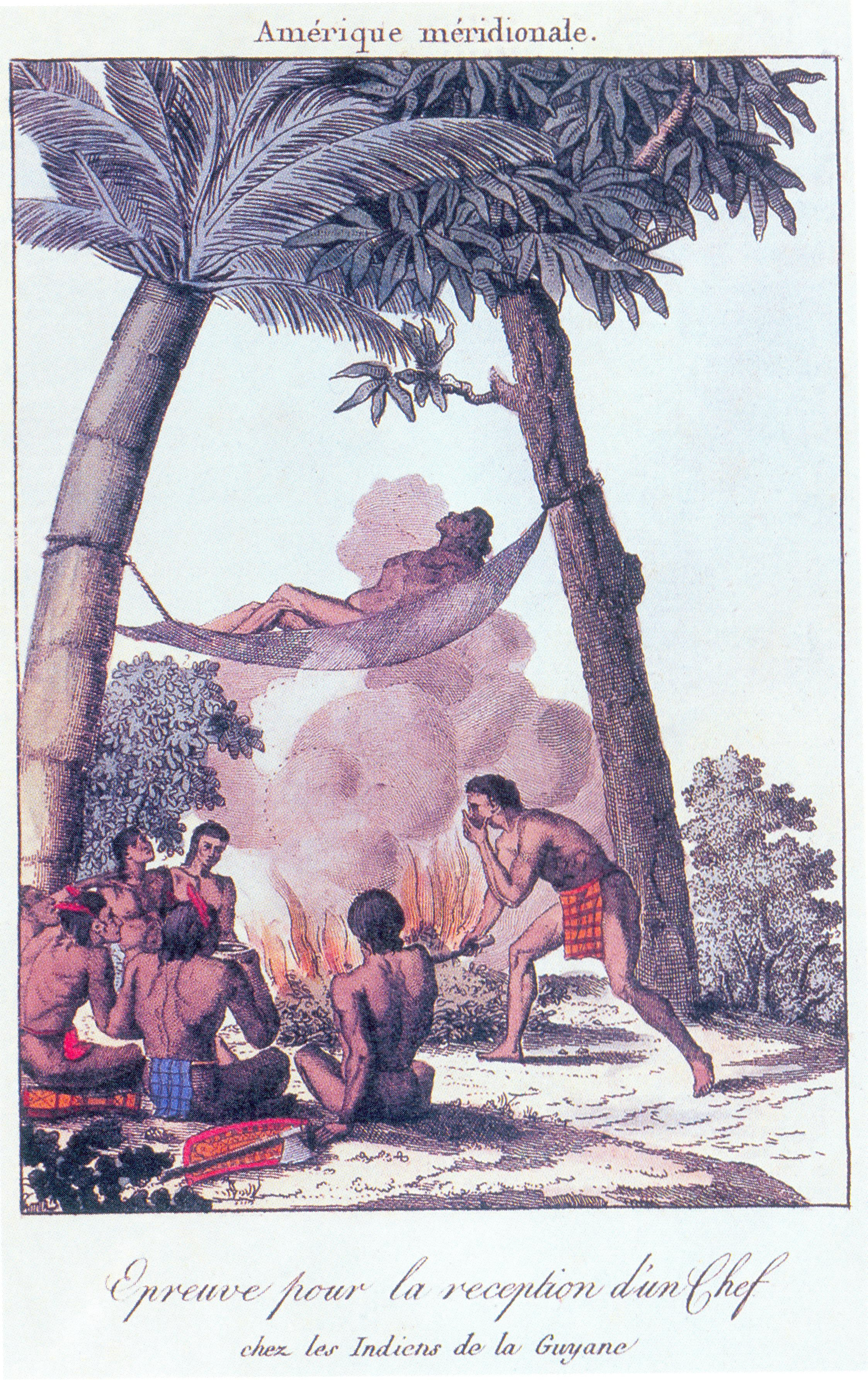
Gravure d’une cérémonie kali’na.

Les Pères jésuites fondèrent leur première mission à Ikaroua (sur la crique Karouabo) en 1709, mais la déplacèrent à un site sur le fleuve Kourou en 1713,.
Le but principal des missions était, comme ailleurs en Amérique du Sud, de répandre la foi catholique parmi les Amérindiens vus comme « sauvages » ayant besoin d’être « sauvés ».
« […] depuis près de vingt ans cette mission est entièrement à la charge des Jésuites qui y ont considérablement dépensé, surtout pour se concilier par leurs libéralités l’esprit des Indiens, qui sont des demandeurs importuns. […] Kourou est à présent comme un petit bourg où les Indiens rassemblés en bon nombre sont entretenus dans la religion avec un zèle très édifiant. »
Les missions facilitèrent le métissage entre différentes populations amérindiennes parce que toutes y étaient mélangées indifféremment. Si la forte concentration de population (450 Amérindiens en 1740 sur le site de Kourou) facilita la diffusion des maladies, elle protégea les Amérindiens de l’esclavage puisque les colons y étaient interdits d’accès.
La mission fut abandonnée par les jésuites quand l’ordre fut expulsé de France en 1763, avant que la dissolution définitive par le pape n’intervienne en 1773.

#### Entre le Maroni et la Mana
À la suite de l’abandon de la mission par les jésuites et de la désastreuse expédition de Kourou, il ne restait en 1787 qu’une cinquantaine d’Amérindiens :
« ... restes infortunés d’un très grand nombre qui existait dans cette partie avant le désastre de l’établissement qui y fut tenté en 1763, et qui a entraîné la perte d’un nombre de ces indigènes, en même temps que la plupart des colons qu’on y avait transplantés. »
Ayant été maltraités et exploités par les colons de l’expédition, ils fuirent à l’ouest pour rejoindre le Surinam ou la région entre la Mana et le Maroni. Ils se déplacèrent très souvent entre le Surinam et la Guyane pour profiter des aléas des économies des deux colonies.
« ... ce peuple change souvent de demeure, & ne paraît pas d’un esprit fort stable à ce sujet ; j’ignore cependant si c’est par inconstance ou par précaution ; mais à peine ont-ils formé leur bourg ou village dans un endroit, qu’on les en voit souvent partir pour aller s’installer ailleurs. »

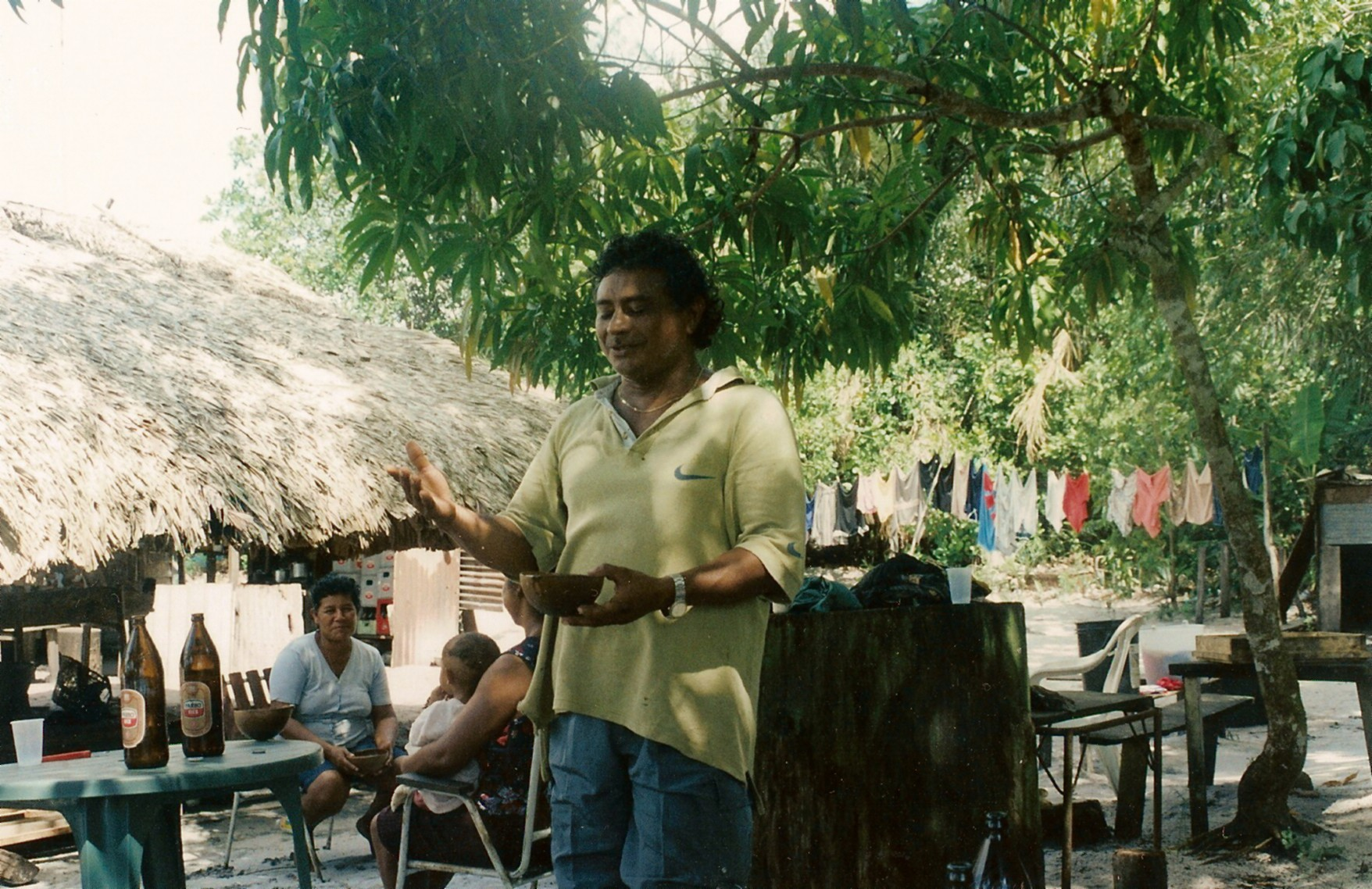
Uwapotosan du village kali’na de Bigi Poika au Surinam.

Il fut donc très difficile de recenser le nombre exact d’Amérindiens dans la colonie.
Plus tard, vers les années 1780, les Noirs Marrons Aluku (Boni) et Ndjuka, fuyant le conflit avec les Hollandais, se déplacèrent sur les rives du Maroni et ses affluents, entrant dans le territoire des Kali’na. Un certain nombre de métissages entre les Kali’na et les Noirs se produisirent malgré le fait que les Amérindiens évitaient le plus souvent le contact avec ces derniers. Ces métis sont considérés Kali’na et sont acceptés comme faisant partie de la communauté, mais ne sont pas considérés Kali’na tilewuyu - « vrais Kali’na. »
La population Kali’na connut son apogée dans la première moitié du XIXe siècle. C’est vers cette époque aussi qu’Anne-Marie Javouhey installa sa mission pour esclaves libérés à Mana sur territoire kali’na, diminuant leur isolement du reste de la colonie. Il y eut des tentatives de colonisation de la région (à Nouvelle-Angoulême notamment), mais toutes furent des échecs. Les Amérindiens ayant fui au Surinam, il ne resta que d’épars villages kali’na sur la Sinnamary, la Counamama (environ 50 kali’na) et la Mana,.

#### Bagne
L’établissement des bagnes sur les rives du Maroni, particulièrement à Saint-Laurent, força les Kali’na et autres Amérindiens à se déplacer à nouveau du côté hollandais du fleuve.
« Nous venions mouiller près du pénitencier de Saint-Laurent, près de la rive droite. C’est sur l’autre rive, basse et boisée comme tout le littoral guyanais, que sont dispersés, au sein même de la forêt, les carbets (huttes) des Galibis. »
C’est à Saint-Laurent, pôle commercial (de même qu’Albina, en face) que les Kali’na rencontrèrent une nouvelle sorte de Blanc, le bagnard. Ils furent appelés Sipołinpo, ou « vieux Blanc ». Ils n’aidèrent pas en général les Sipołinpo en fuite.

#### Des Amérindiens à Paris

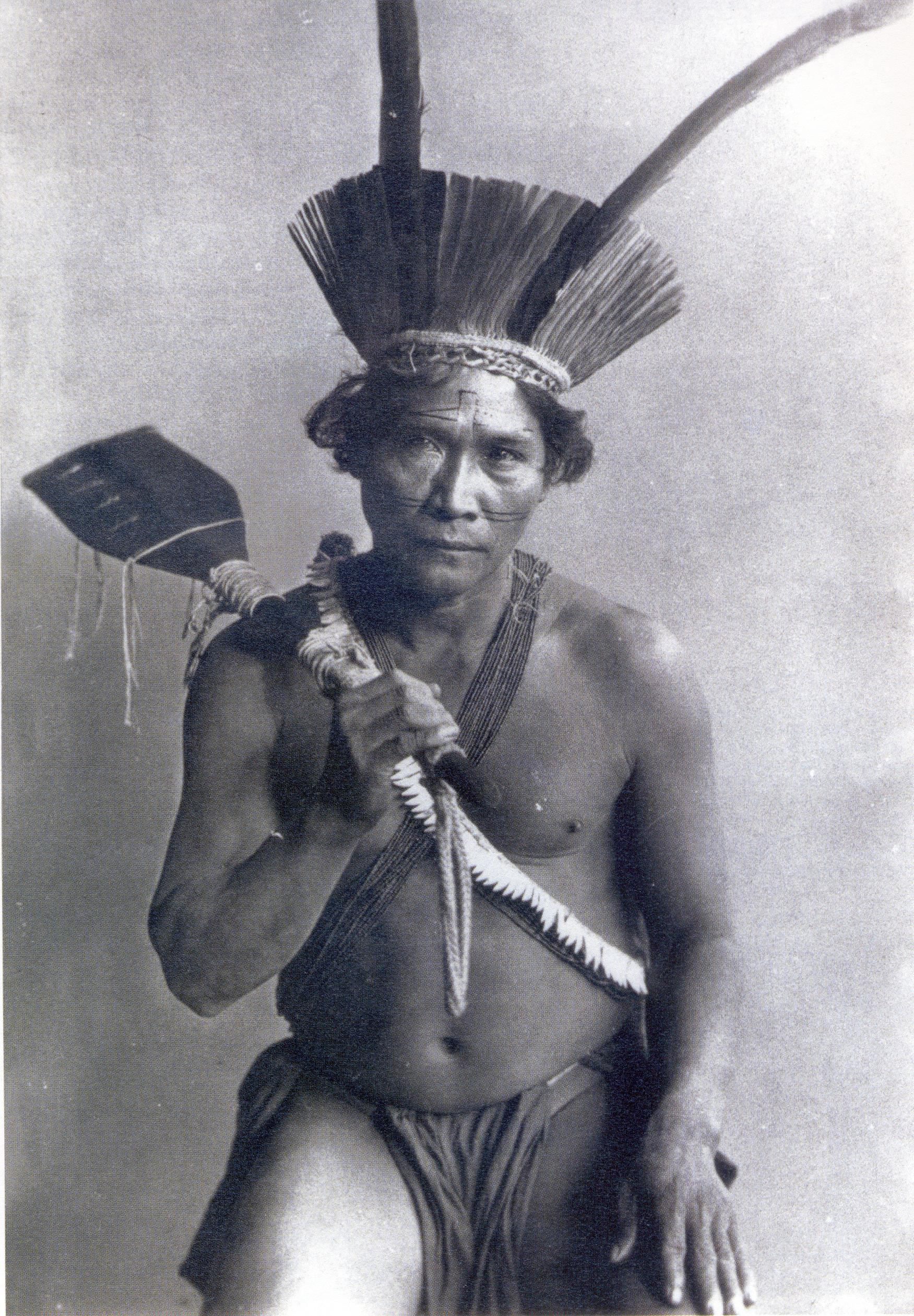
Homme kali’na à Paris en 1892. Il tient un putu, ou massue en bois.

La seconde moitié du XIXe siècle a vu l’âge d’or des expositions universelles, au sein duquel les pays européens faisaient étalage de leurs richesses coloniales avec des « villages » représentant les cultures colonisées. Quoique les expositions universelles de Paris n'eussent pas de « villages amérindiens », la curiosité du public fut telle que des Kali’na furent envoyés à la capitale à deux reprises - l’une en 1882 et l’autre en 1892 - pour être exhibés au Jardin d’acclimatation,, alors dirigé par Albert Geoffroy Saint-Hilaire.

##### 1882

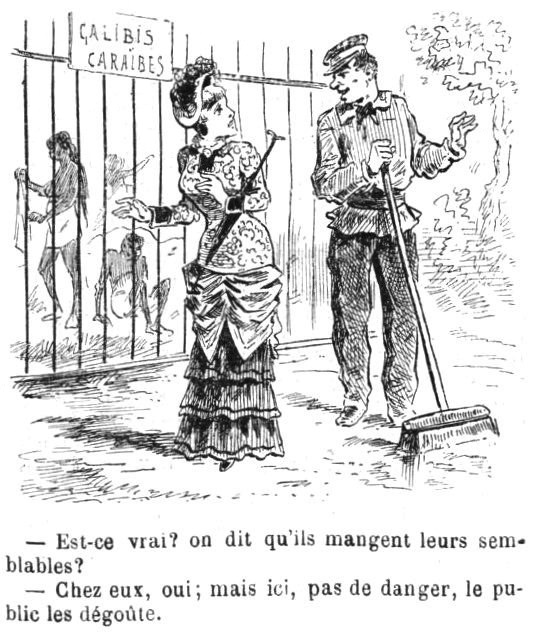
Les Galibis à Paris (dessin de Draner, 1882).

Quinze Kali’na, tous membres d’une même famille habitant Sinnamary et Iracoubo, furent envoyés à Pau:wa (« Le pays des Blancs ») en juillet 1882. On ne sait presque rien d’eux à part leurs noms et le fait qu’ils furent logés dans des carbets sur la pelouse du Jardin d’acclimatation. Le voyage dura quatre mois, dont trois à Paris et un mois de trajet en bateau (aller et retour). Ils furent accompagnés d’un Créole qui servit d’intermédiaire et, on le présume, d’interprète. Il existe plusieurs portraits d’eux, pris par le photographe Pierre Petit.

##### 1892
Cette fois, ce sont trente-trois Kali’na et quelques Arawaks, tous d’Iracoubo, de Sinnamary et du bas Maroni, qui furent envoyés à Paris en plein hiver. Quoiqu’ils fussent originaires de la même région, ils n’étaient pas apparentés aux Kali’na envoyés en France en 1882.
Ils y furent emmenés par un certain F. Laveau, un explorateur qui était en Guyane expressément pour «... recruter des Indiens Peaux-Rouges Caraïbes » et les montrer au public à Paris. La mémoire orale des Kali’na en témoigne, puisqu’il y a une chanson qui dit «... Lawo nous a emmenés au pays des Blancs ».
Le bateau partit de Paramaribo, où leur chef attendit les survivants à leur retour. Ils ne furent pas embarqués de force, mais il est possible que de l’argent leur ait été offert.
Ils furent logés sur la pelouse du jardin, comme en 1882, mais cette fois en «... deux vastes huttes largement ouvertes en forme de hangar » fournies de nattes et de hamacs sur lesquels la plupart des Amérindiens d’Amazonie se reposent. Ils passèrent leur temps surtout en dansant au son des sanpula (tambours), parce que le public et les photographes le demandaient. Les femmes tressaient de la vannerie et faisaient des poteries avec des matériaux apportés de Guyane. Le prince Roland Bonaparte les prit en photo,.
Les Kali’na n’étant pas habitués au froid, les danses s’arrêtèrent quand ils tombèrent malades. Huit Kali’na, six hommes et deux femmes (dont l'une  enceinte) âgé(e)s de 12 à 25 ans, moururent de froid à Paris entre le 5 mars et le 10 mai 1892 et y furent enterré(e)s. La cérémonie d'Epekotono, célébrant la fin du deuil deux à trois ans après la mort du défunt, ne put se faire jusqu’en 1996.
Les recherches de Corinne Toka Devilliers, arrière-petite-fille de Moliko, l'une des rescapées, ont permis d'identifier vingt-sept des trente-trois Kali’na du Jardin d'acclimatation et, en janvier 2023, de montrer que six de leurs dépouilles sont toujours présentes dans les collections du Muséum national d'histoire naturelle. Les descendants comptent sur la proposition de loi transpartisane Morin-Desailly, adoptée en première lecture par le Sénat le 13 juin 2023, qui permettrait la restitution des restes humains étrangers et ultramarins sans avoir à passer chaque fois par une loi dédiée.

## Situation contemporaine

### Répartition géographique
La partie de l'Amérique du Sud où vivent les Kali'na est très faiblement peuplée, pourtant cette ethnie est elle-même extrêmement minoritaire dans tous les pays où elle est établie bien que localement elle soit majoritaire dans certaines zones très reculées. Leur répartition actuelle ne constitue qu'un reliquat de leur zone d'expansion à l'époque précolombienne.   

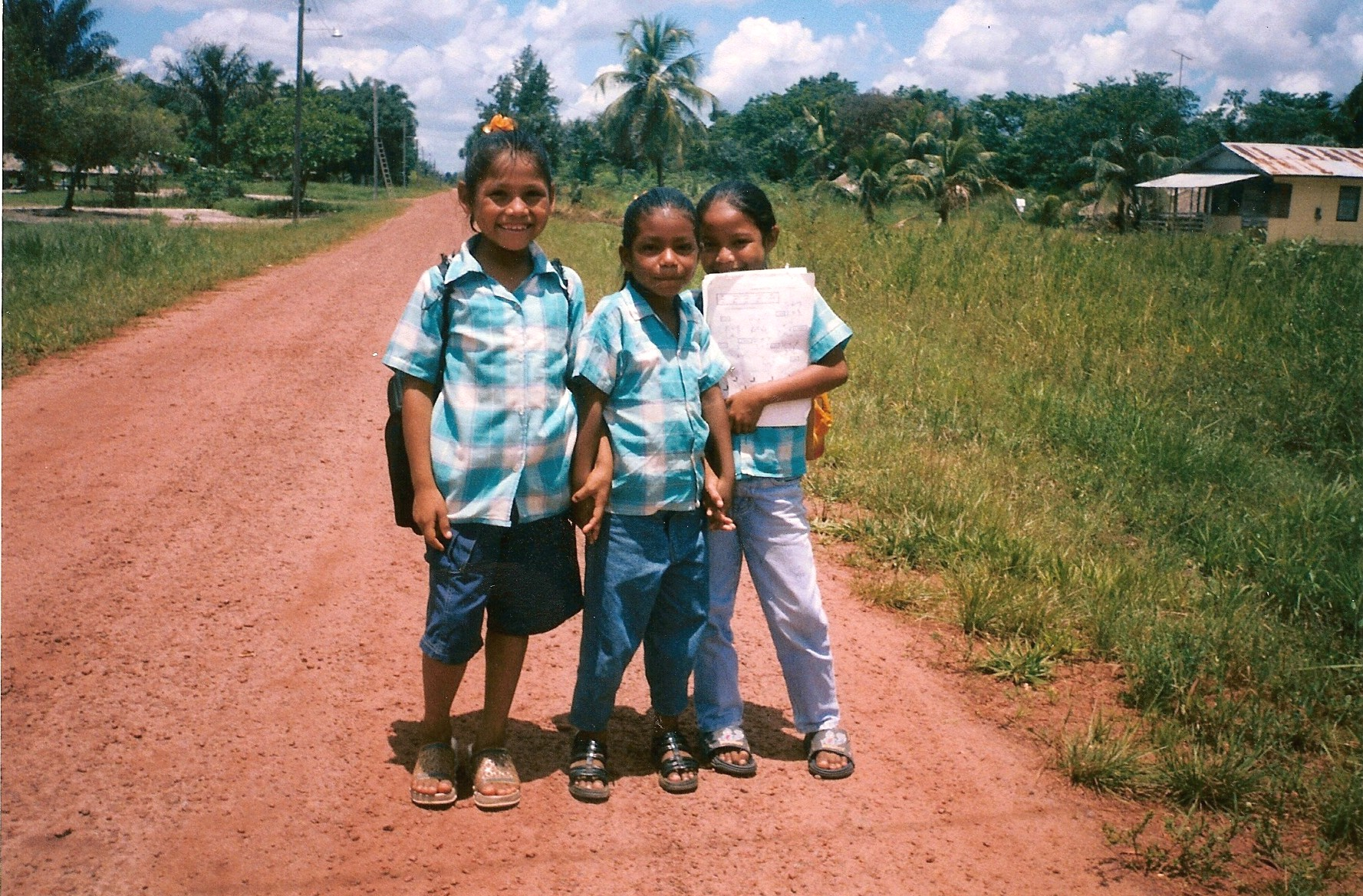
Petites filles Kali’na au Surinam dans le village de Bigi Poika.

- Au Brésil, ils sont surtout localisés à São José dos Galibi, village fondé en 1950 sur la rive droite de l’Oyapock en face de Saint-Georges en Guyane par plusieurs familles venues de la région de la Mana. Il y en a aussi dans la capitale de l’Amapá, Macapá, et dans le Pará, à Belém[50].
- En Guyane, ils sont encore très présents sur leur terre d’origine, la région entre le Maroni et la Mana (en particulier les communes d’Awala-Yalimapo la seule où ils sont majoritaires, Saint-Laurent-du-Maroni, Mana et Iracoubo), et au Village amérindien de Kourou ainsi que, en moindre nombre, sur l’île de Cayenne.
- Au Suriname, ils ont une forte présence sur la rive gauche du Maroni et sur les rives du fleuve Coppename.
- En Guyana, ils sont situés le long du fleuve Cuyuní, frontalier du Venezuela[51].
- Au Venezuela, le pays où ils sont les plus nombreux, on les retrouve dans deux zones distinctes :  dans les llanos de la vallée de l'Orénoque, région dans laquelle ils se rendaient autrefois pour se marier et pour faire du commerce, et le long du fleuve Cuyuní[52] ce qui correspond aux États du Sucre, de Bolívar, de Monagas et surtout à celui de l’Anzoátegui, où ils sont concentrés dans la Mesa de Guanipa[53].

Malgré leur dispersion géographique les Kali’na maintiennent des contacts entre eux, ainsi en 2006 a eu lieu une rencontre culturelle entre Kali’na du Venezuela et de Guyane française séparés par une distance de plus d'un millier de kilomètres.

### Mode de vie

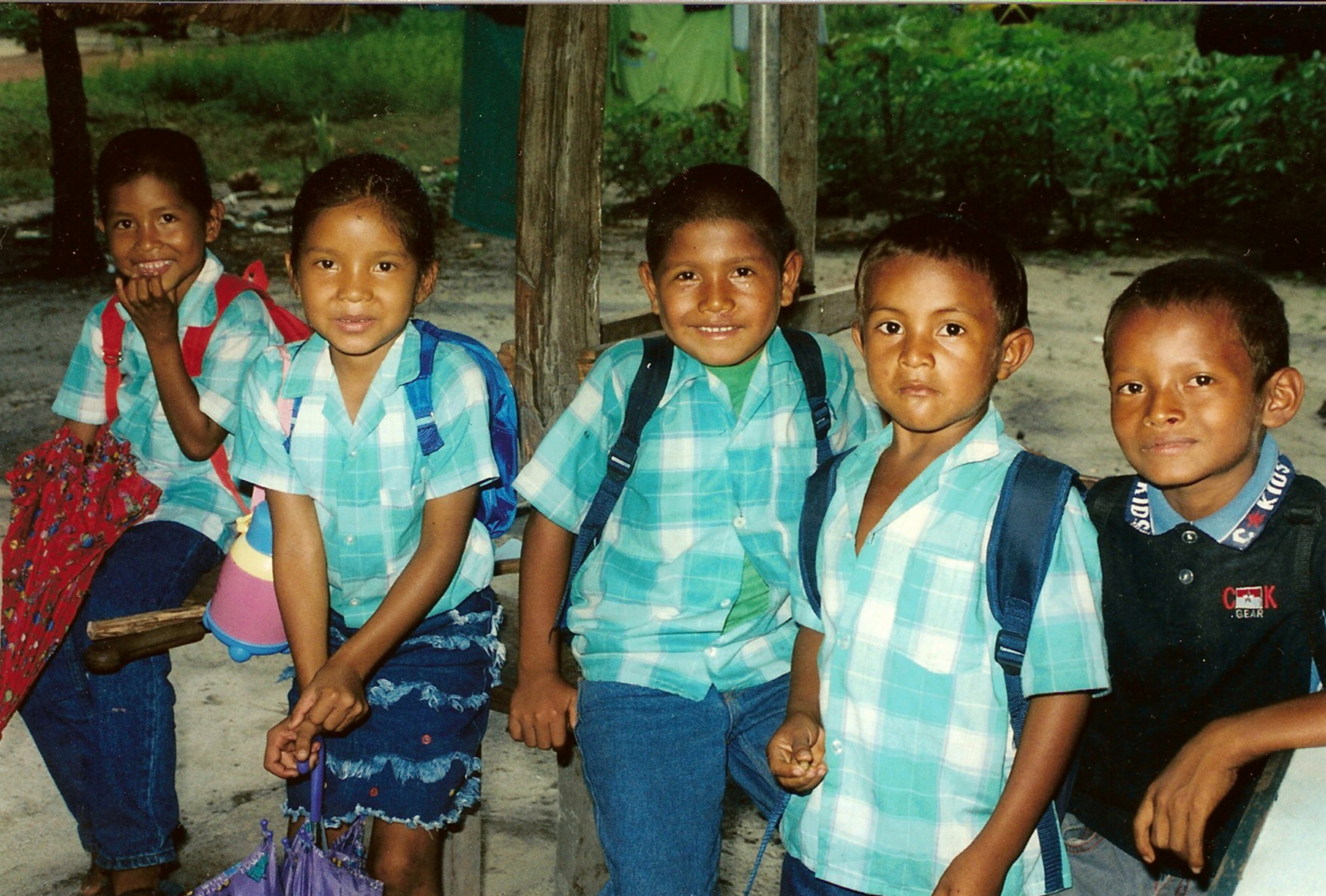
Le futur des Kali’na sourit : écoliers à Bigi Poika, Surinam.

Certains Kali’na continuent à vivre de leurs activités traditionnelles dans le cadre d'une économie de subsistance. Ainsi, ils pratiquent la chasse, la pêche, la cueillette et une agriculture vivrière sur brûlis comme le faisaient leurs ancêtres. Néanmoins, une  partie d’entre eux est intégrée dans les secteurs primaire et secondaire des économies de leurs pays respectifs, occupant le plus souvent des emplois non qualifiés. Les Kali’na du Venezuela vivant dans les llanos de l’Orénoque travaillent souvent dans le secteur pétrolier, principal employeur de la région, tandis que ceux de Guyana effectuent des tâches de bûcheronnage et sont parfois orpailleurs.
En Guyane française, ils ont participé à la construction du centre spatial guyanais à proximité de Kourou. Globalement cette ethnie vit donc en marge du monde moderne, cependant des signes de changement sont par endroits observables. Ainsi, le groupe des  Kali’na français dont certains membres ont pu accéder à l’enseignement secondaire dès les années 1960 constituent le fer de lance de la Fédération des organisations amérindiennes de Guyane qui lutte pour la reconnaissance des droits des amérindiens guyanais.

### Culture

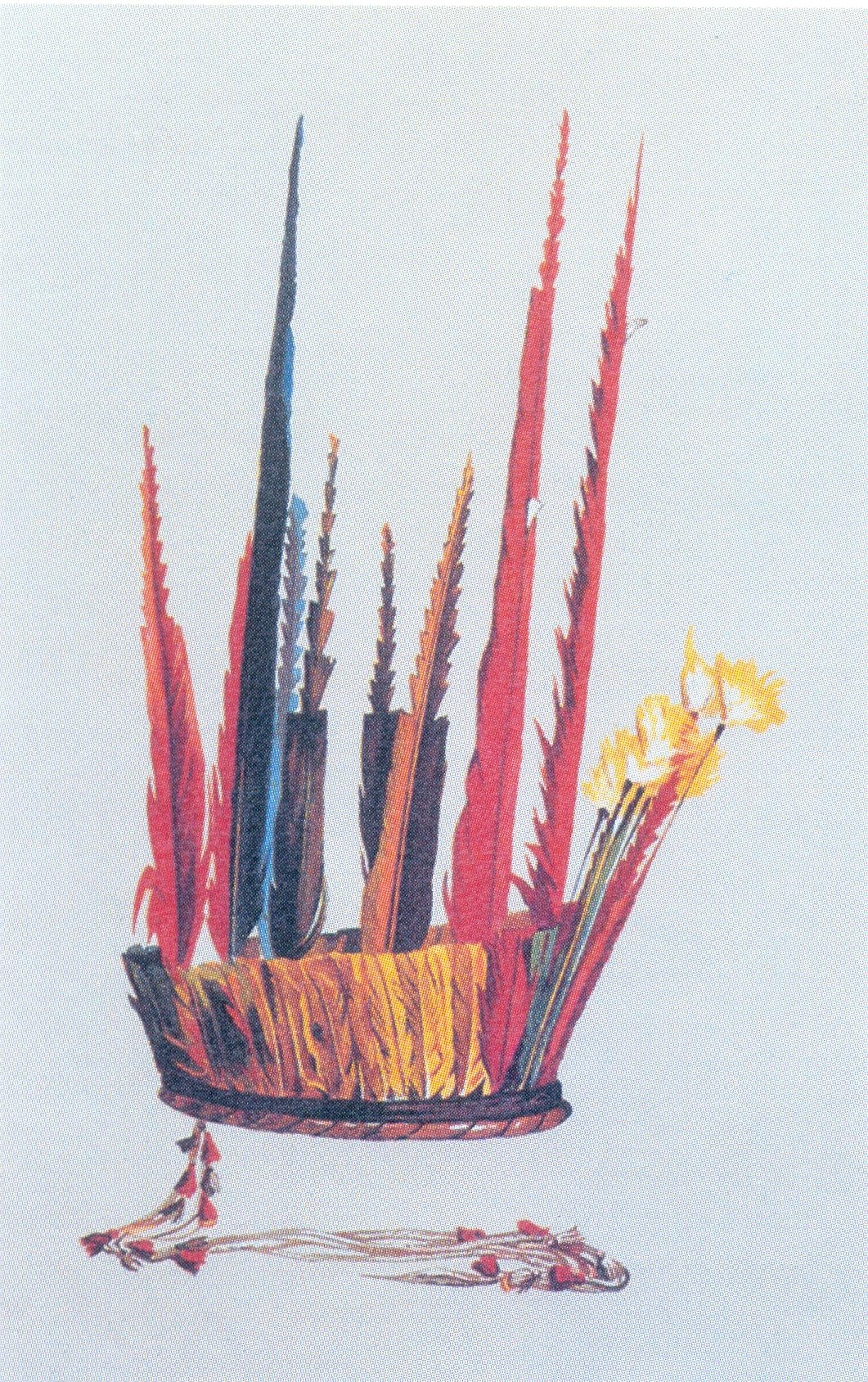
Umali ou coiffe de plumes.

Les Kali’na ont une structure sociale de type patriarcale. Les chefs de famille sont appelés yopoto et ils portent parfois des coiffes de plumes (umali) pour se différencier des autres membres de la famille.
Chaque village a un chef coutumier ayant la fonction de "capitaine". C'est un rôle exclusivement pour les hommes. Néanmoins, en 1997, Cécile Kouyouri fut nommée, première femme, cheffe coutumière amérindienne appartenant au groupe Kali'na de Guyane. Elle est toujours actuellement cheffe coutumière du village de Bellevue, situé sur la commune d'Iracoubo,.
Ils témoignent énormément de respect pour leurs "anciens", les membres les plus âgés de la communauté, qui sont appelés uwapotosan. Quand un uwapotosan parle, les autres écoutent. Leur culture et histoire étant orales, les anciens sont leur mémoire vivante.
Ils changent encore aujourd’hui fréquemment de lieux de résidence, en partie pour éviter de fâcher les esprits des morts enterrés dans leurs villages ainsi que les imawale (esprits forestiers malfaisants) et pour profiter de meilleures conditions de chasse ou de cueillette ailleurs.
Si les Kali’na habitant la forêt peuvent mener une vie paisible loin des établissements commerciaux, vivant de la chasse, la pêche et la cueillette, ce n’est souvent pas le cas pour leurs frères urbains. L’alcool fut introduit par l’ancien gouvernement colonial, comme en témoigne la correspondance du gouverneur Fiedmont en 1767 :
« Ce qui flatte le plus particulièrement les Indiens est la boisson, que l’on épargne trop ici, à laquelle cependant il ne serait pas mal de les accoutumer, ainsi qu’à l'usage de toutes les choses d’une grande consommation qui multiplient leurs besoins et les mettent dans le cas de ne pouvoir se passer de nous. »
Nous devons nuancer que le manioc tient une place primordiale dans les rituels, notamment funéraires. L’ethnographie spécialisée montre, en effet chez les Kali’na, en particulier, que la consommation reste collective.

### Mythologie et rituels
Les Kali’na disent descendre du dernier homme survivant sur Terre après un déluge appelé umuti’po et qui pour se protéger des eaux montantes se réfugia dans un palmier kumu avec son chien et un perroquet. Il mangea les fruits du kumu, et, ne pouvant pas voir le sol depuis le sommet de l’arbre, il jetait les noyaux dans l'eau. Quand il ne les entendit plus tomber dans les flots, il descendit. Il alla à la chasse, tua du gibier, le ramena à sa hutte, et repartit. Quand il fut parti, le chien enleva sa peau et se métamorphosa en femme. Elle prépara le repas puis se retransforma en chien avant l’arrivée de l’homme. Le jour suivant, l’homme intrigué se cacha derrière un petit buisson ; il vit le chien ôter sa peau, s'en empara et courut la jeter dans le feu. La femme eut alors honte de sa nudité, et l’homme lui donna un kuyu pour cacher leur sexe.
Mais avant l’umuti’po, il y eut une période où les hommes et les animaux pouvaient se parler, Isenulupiłi, à propos duquel il existe plusieurs légendes. Les Kali’na gardent un profond respect pour les animaux, puisque, il y a longtemps, ils étaient leurs frères.
Bien qu’en majorité baptisés, ils continuent de pratiquer de nombreux rituels animistes en syncrétisme avec le christianisme.
Ils rendent un culte à la nature symbolisée par plusieurs sortes d’esprits qui peuplent leur panthéon, dont des esprits forestiers malfaisants à quatre doigts (imawale), Amana (aussi le nom d’un fleuve), un très puissant esprit de l’eau, palanakiłi (esprits de la mer), tunakiłi (des fleuves), etc. Les gardiens de la tradition sont les chamans appelés piyai qui disposent de leur propre abri, tokai, isolé du reste du village pour y officier. Ils sont respectés par toute la communauté en raison de leur savoir sur l’au-delà.
Les Kali’na possèdent des rituels funéraires très élaborés. Ceux du Venezuela et de Guyana célèbrent le 2 novembre, ce qui correspond au jour des Défunts, un rituel appelé Akaatompo : au lever du jour, les parents et les proches des défunts se rendent au cimetière, les bras chargés de nourriture, d’alcool et de fleurs et, s’accompagnant de chants et de danses, ils accueillent chaleureusement les morts pour les mettre à l’aise, déposent leurs offrandes sur les tombes et en consomment une partie. Ils nettoient les sépultures et réparent les objets personnels des morts qu’ils ont déposés là lors de l’enterrement, ils allument des bougies pour les éclairer, leur dédient des chants en kali’na tandis qu'un uwapotosan se charge de mener la danse dite du mare mare, spécifique à cette cérémonie, durant laquelle les participants, submergés par l’émotion du moment, peuvent entrer en transe. 

Dans les foyers Kali’na, dès l’aube, de grandes quantités des plats préférés du défunt sont préparés pour accueillir son esprit qui, selon la tradition, se réincarne dans les personnes qui visitent la maisonnée (qu’ils soient kali’na ou non), et qui est censé être affamé après sa longue absence.
Les visiteurs se succèdent l’après-midi passant de maison en maison, mangeant et buvant dans chacune d’elles, dansant le mare mare tandis qu'un chanteur fait l’éloge du disparu. Dans certains cas la fête dure jusqu’au lendemain.
Une variante de ce rituel existe pour les enfants morts ; elle a lieu le 1er novembre, et est codifiée de la même manière mais se déroule sans alcool et les paroles des chants mara mara sont dirigées en direction du monde de l’enfance.

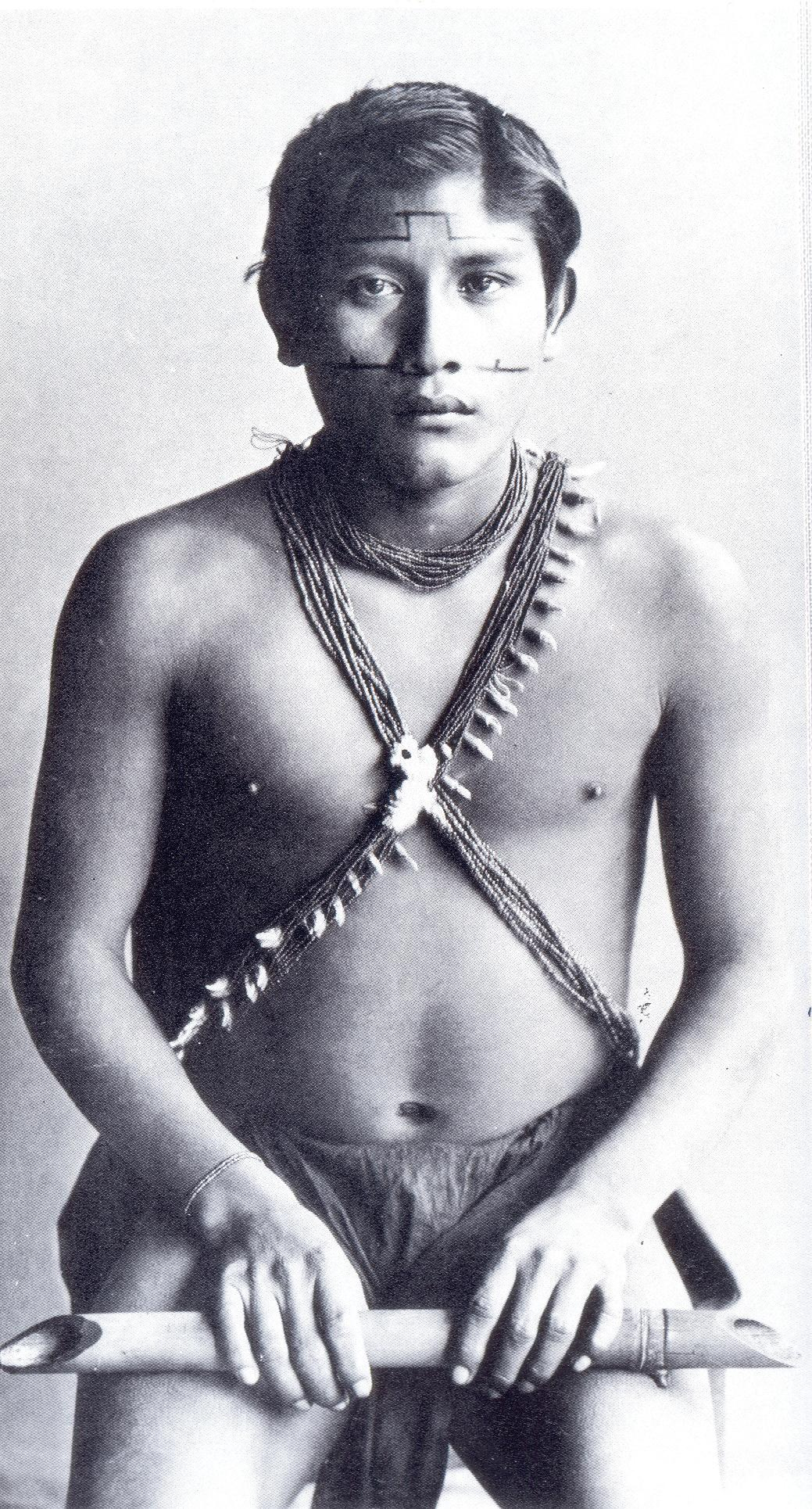
Jeune homme kali’na à Paris en 1892 avec une kuwama.

Deux autres rituels funéraires existent, bien qu’ils n'aient pas la même transcendance que l’Akaatompo ils n'en sont pas moins importants, il s'agit  du Boomaankano, la prise de deuil et du Beepekootono (au Venezuela) ou Epekotono (en Guyane), la levée du deuil. Le premier s’effectue sept jours après le décès. Une cérémonie a lieu la nuit dans la maison touchée par le malheur, ceux qui prennent le deuil s’immergent dans un bain rituel pour purifier leur esprit et avoir la force d’affronter cette période. Au cours de ce rite, un éloge funèbre du  disparu est effectué et les participants jouent et chantent une mare mare spéciale appelée Sheññorijsha.
La levée du deuil s’effectue, elle, un an après le décès. La communauté se réunit à nouveau autour de la famille. Durant cette cérémonie, les personnes présentes boivent pour célébrer la fin du deuil et aux alentours de minuit, les cheveux des anciens endeuillés sont coupés.

### Musique

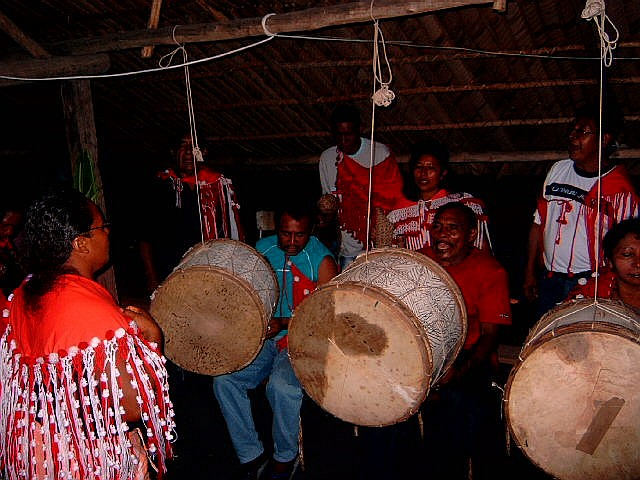
Des Kali’na jouant sur des sanpula.

Ils utilisent surtout des instruments de percussion, dont la sanpula (ou sambula), un grand tambour à deux membranes muni d’une corde de timbre sous laquelle une fine baguette végétale est coincée, et que l’on joue avec une petite mailloche. Ils ont aussi deux sortes de maracas de danse appelées kalawasi (ou kalawashi) et malaka.
Leur trompe traversière, la kuwama, se fait encore mais est de plus en plus souvent remplacée par la flûte traversière européenne. Il existe aussi une trompe en terre cuite appelée kuti.

### Langue
Ils parlent le kali'na, qui fait partie de la famille des langues caribes. Cette langue est encore pratiquée par plus de 10 000 personnes dans la bande côtière qui va du Venezuela (5 000 locuteurs) au Brésil (100) en passant par le Guyana (475), le Surinam (2 500) et la Guyane française (3 000 personnes).
Grâce au nombre relativement important de locuteurs, c’est une des langues amazoniennes qui semblent avoir le plus de chances de survivre. Quelques expériences de transcription écrite ont été menées en Guyane, la normalisation linguistique d'une forme écrite de Kali’na bute cependant sur la diversité des graphies actuelles, influencées par les langues léguées par les colonisateurs des  pays où vivent les Kali’na soit l'espagnol, le portugais, le néerlandais, le français et l'anglais. Ainsi rien qu'en ce qui concerne leur  ethnonyme : Kali’na, on compte pas moins de neuf graphies différentes. Le Kali’na reste donc une langue essentiellement orale.

### Personnalités kali'na
- Clarisse Da Silva, de son nom d'artiste Taulewali, artiste peintre et porte-parole politique kali'na.
- Cécile Kouyouri, femme politique amérindienne et militante des droits des peuples autochtones
- Félix Tiouka, homme politique amérindien-guyanais, représentant du groupe Kali'na.